# Bandad navelrödling
Bandad navelrödling (Entoloma undatum) är en svampart som först beskrevs av Elias Fries, och fick sitt nu gällande namn av Meinhard (Michael) Moser 1978. Bandad navelrödling ingår i släktet Entoloma och familjen Entolomataceae.  Arten är reproducerande i Sverige. Inga underarter finns listade i Catalogue of Life.

## Källor

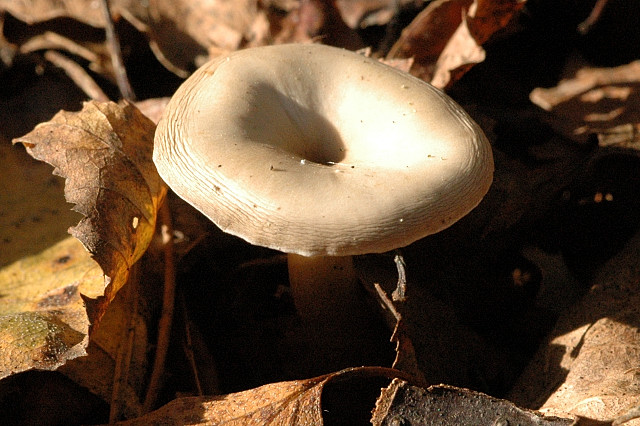
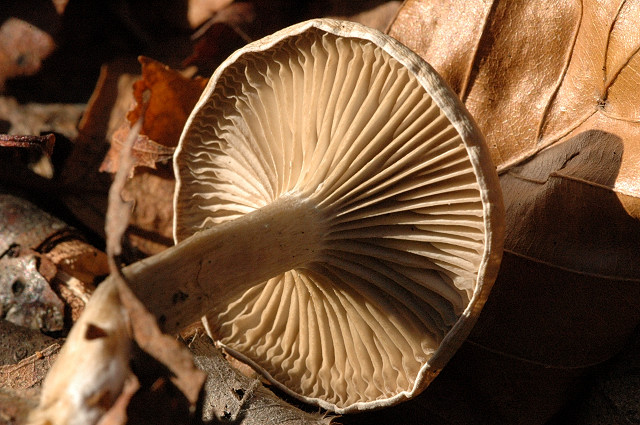